# Primera batalla de Beleriand
En el legendarium de J. R. R. Tolkien la primera batalla de Beleriand fue un conflicto bélico que forma parte de su libro El Silmarillion.

## Antecedentes
Durante el despertar de los elfos, los Valar declararon la guerra a Morgoth, el señor oscuro. Luego de una gran batalla, Morgoth fue encadenado y llevado a Valinor, donde fue juzgado y encarcelado por tres edades.
Al cumplirse la condena, Morgoth fingió estar arrepentido. Pero en el fondo de su negro corazón aún había odio a los valar, y con la ayuda de Ungoliant, una terrible araña, atacó a los valar y robó los Silmarils, unas joyas, y los elfos Noldor, en contra de los valar, fueron a perseguirlo a la tierra media. Al regresar, Morgoth reconstruyó su fortaleza de Angband, los infiernos de hierro, y reclutó a su ejército para someter a los elfos de la tierra media.

## El conflicto
En ese entonces en la Tierra Media había un área de mayor prosperidad que las otras, llamada Beleriand. Beleriand estaba gobernada por el rey Thingol desde Menegroth, en Doriath. Al este, entre el río Gelion y las Montañas Azules estaba Ossiriand, un reino de elfos pacíficos llamados Laiquendi, que eran aliados de Thingol. Mientras en el oeste, bajo el dominio de Thingol, había un territorio de marineros gobernados por Cirdan, el carpintero de barcos, en una franja costera llamada Falas.
En el borde noreste de Ossiriand había en las Montañas dos reinos enanos, llamados Nogrod y Belegost, que ayudaban a Thingol en las tareas de minería y forja de armas. Pero al norte de Beleriand se levantaba Angband, y desde ahí Morgoth atacó a los elfos.
Por el este un ejército de orcos atacó a los laiquendi, pero Thingol llegó con su ejército y atacó a los orcos por la retaguardia, mientras los laiquendi trataban de frenar a los orcos. Pero los laiquendi fueron rodeados en Amon Ereb, porque no tenían armas que compitieran con las armas de hierro de los orcos. En este sitio cayo Denethor, rey de los laiquendi. Pero fue vengado con la llegada de Thingol, que extermino totalmente al ejército de orcos.
Mientras tanto, otro ejército atacó en oeste a Cirdan, que fue obligado a retirarse a los puertos amurallados, donde fue sitiado.

## Consecuencias
- Expulsión de Morgoth de Beleriand Oriental.
- Retirada de los Laiquendi de la guerra contra Morgoth a causa del temor que les inspiró la batalla.
- Sitio de los puertos de las Falas hasta la segunda batalla de Beleriand, la Dagor-nuin-Giliath.